# Fairfield (Nebraska)
Fairfield és una població dels Estats Units a l'estat de Nebraska. Segons el cens del 2000 tenia 467 habitants.

## Demografia
Segons el cens del 2000, Fairfield tenia 467 habitants, 185 habitatges, i 132 famílies. La densitat de població era de 247 habitants per km².
Dels 185 habitatges en un 30,8% hi vivien nens de menys de 18 anys, en un 61,6% hi vivien parelles casades, en un 6,5% dones solteres, i en un 28,6% no eren unitats familiars. En el 25,9% dels habitatges hi vivien persones soles el 14,1% de les quals corresponia a persones de 65 anys o més que vivien soles. El nombre mitjà de persones vivint en cada habitatge era de 2,52 i el nombre mitjà de persones que vivien en cada família era de 3,01.
Per edats la població es repartia de la següent manera: un 27,8% tenia menys de 18 anys, un 4,1% entre 18 i 24, un 27,6% entre 25 i 44, un 20,8% de 45 a 60 i un 19,7% 65 anys o més.
L'edat mediana era de 41 anys. Per cada 100 dones de 18 o més anys hi havia 92,6 homes.
La renda mediana per habitatge era de 31.477 $ i la renda mediana per família de 37.000 $. Els homes tenien una renda mediana de 26.806 $ mentre que les dones 19.063 $. La renda per capita de la població era de 15.815 $. Aproximadament el 12,3% de les famílies i el 15,3% de la població estaven per davall del llindar de pobresa.

## Poblacions més properes
El següent diagrama mostra les poblacions més properes.